# 브래들리 쿠퍼
브래들리 찰스 쿠퍼(영어: Bradley Charles Cooper, 1975년 1월 5일 ~ )는 미국의 배우이자 영화 감독, 프로듀서이다. 그는 3년 동안 세계 최고의 배우 중 한 명이었으며 여덟 번의 미국 아카데미상, 여덟 번의 영국 아카데미 영화상(BAFTA), 두 번의 그래미상 및 여섯 번의 골든 글로브상을 포함한 다양한 시상식에 후보 지명되었다. 쿠퍼는 〈포브스 셀러브리티 100〉에서 두 차례 선정되었으며, 〈피플〉의 2011년 "가장 섹시한 남자"와〈타임〉의 2015년 "세계에서 가장 영향력 있는 100인"에 선정되었다. 쿠퍼는 미국 펜실베이니아주 필라델피아에서 태어나 근교에서 자랐다. 1997년 조지타운 대학교에서 영문학을 졸업하고 2000년 뉴욕주 뉴 스쿨의 액터스 스튜디오에서 연기학을 공부했다. 그는 1999년 TV 시리즈 《섹스 앤 더 시티》에서 게스트 역할을 시작으로 2년 후 《웻 핫 아메리칸 썸머》에서 영화 데뷔를 하였다. 그는 스파이 액션 TV 시리즈 《앨리어스》(2001-06)에서 윌 트리핀 역할로 처음으로 인정을 받기 시작하였고, 코미디 영화 《웨딩 크래셔》(2005)에서 조연 역할을 맡아 작은 성공을 거두었다. 그는 평단과 흥행에서 모두 성공을 거둔 2009년 코미디 영화 《행오버》의 역할로 본격적으로 두각을 나타내며 주목을 받았고, 이후 2011년과 2013년에 속편이 제작 되었다. 쿠퍼는 스릴러 영화 《리미트리스》(2011)에서 무능력한 작가 역할과 범죄 드라마 영화 《플레이스 비욘드 더 파인즈》(2012)에서 신참 경찰 역할을 연기하며 평단의 찬사를 받았다.
그는 로맨틱 코미디 드라마 영화 《실버라이닝 플레이북》(2012), 블랙 코미디 범죄 영화 《아메리칸 허슬》(2013), 《아메리칸 스나이퍼》(2014), 《스타 이즈 본》(2018)로 더 큰 성공을 거두었다. 이 영화에서의 연기로 비평가의 찬사를 받은 쿠퍼는 미국 아카데미상에서 최우수 남우주연상 후보에 3회, 최우수 남우조연상 후보에 1회, 최우수 각색상 후보에 1회, 프로듀서로써 최우수 작품상 후보로 2회 지명되었다. 쿠퍼는 3년 연속 아카데미상 후보 지명을 받은 열 번째 배우로 기록 되었다. 2014년, 그는 조지프 메릭 역할을 연기한 브로드웨이 리바이벌 《엘리펀트 맨》으로 토니상 최우수 남우주연상에 후보 지명되었다. 그는 또한 2014년부터 그는 마블 시네마틱 유니버스의 《가디언즈 오브 갤럭시》에서 로켓 라쿤의 목소리 연기 역할로도 잘 알려져 있다. 2018년 쿠퍼는 그의 첫 번째 영화인 뮤지컬 로맨틱 드라마 《스타 이즈 본》을 연출하였고, 출연하였다. 그는 작사, 작곡에도 참여하였으며, 이 사운드트랙 앨범은 미국 빌보드 200에서 1위를 차지하였다. 리드 싱글 "Shallow"은 7개국에서 1위를 기록하며, 그는 그래미상 후보로 2회 지명되었다.
쿠퍼의 사생활은 끊임없이 언론의 관심을 끌고 있다. 그는 2006년부터 2007년까지 배우 제니퍼 에스포지토와 결혼 생활을 하였고, 2015년부터 모델 이리나 셰이크와 연인 관계로 두 사람 사이에는 딸이 한 명 있다. 또한 그는 암 질환 퇴치를 돕는 여러 단체를 지원하고 있다.

## 성장 과정
쿠퍼는 1975년 1월 5일 펜실베이니아주 필라델피아에서 태어나 근교인 젱킨타운과 라이덜에서 자랐다. 어머니 글로리아 (옛 이름 캄파노)는 NBC 계열의 직원이며, 아버지 찰스 쿠퍼는 메릴 린치에서 증권 중개인으로 일했으며 2011년 1월 15일 사망하였다. 형제자매로는 누나 홀리가 있다. 쿠퍼와 그의 누나 홀리는 로마 가톨릭교회 가정에서 자랐다. 아버지는 아일랜드계 혈통이며, 어머니는 이탈리아 아브루초계 혈통이다. 쿠퍼는 출생 직후 진주종을 앓았고 일찍히 다이빙을 시작했을 때 고막이 터졌다고 한다.

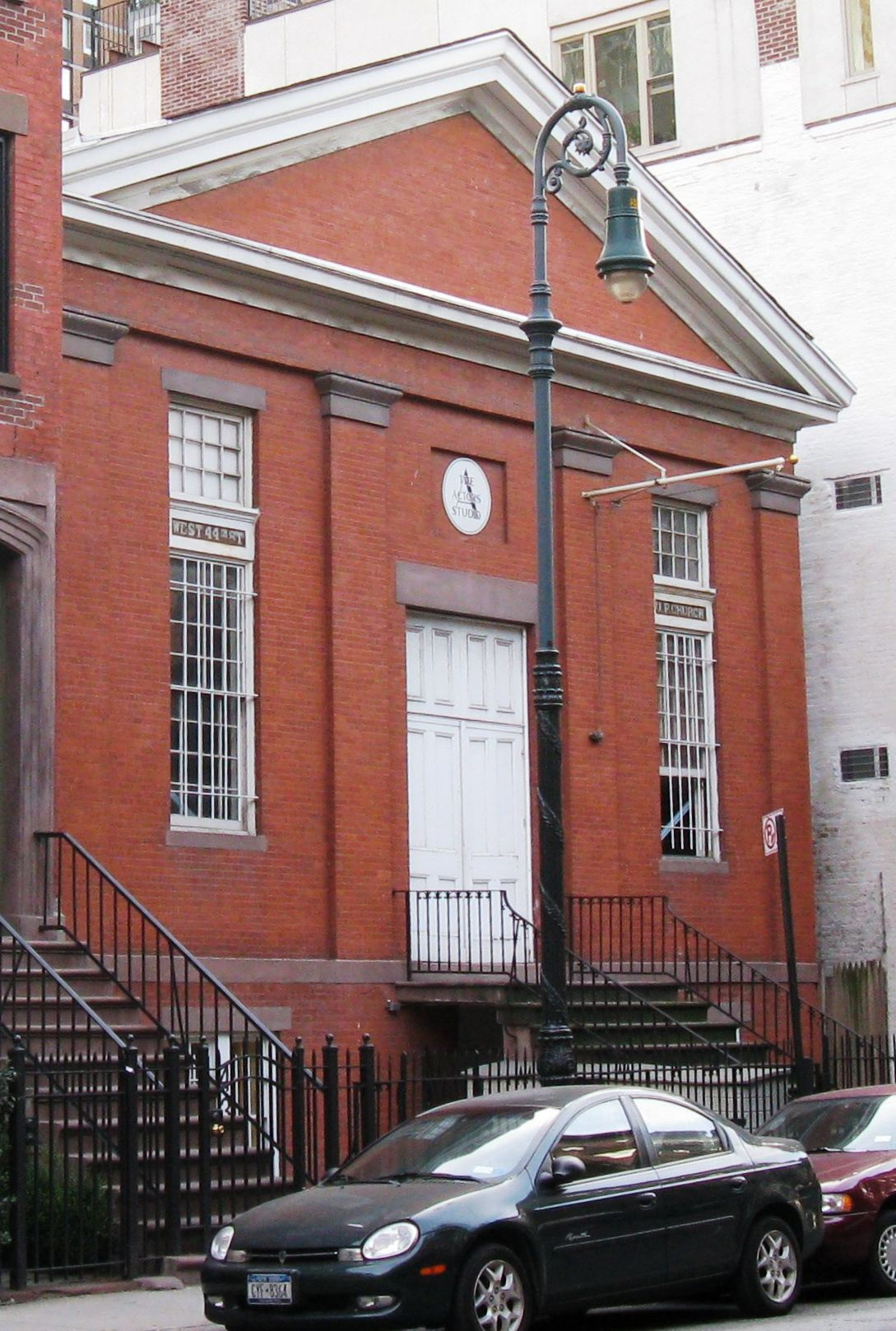
쿠퍼가 연기를 교육 받은 뉴 스쿨의 액터스 스튜디오

어렸을 때, 그의 아버지는 그를 《엘리펀트 맨》과  같은 영화에 소개해주며 배우가 되도록 영감을 주었다. 쿠퍼는 부모가 처음에는 자신의 경력 선택에 대해 우려하고 있었지만 쿠퍼가 엘리펀트 맨의 발췌문에서 조지프 메릭의 역할을 하는 것을 보았을 때 결국 그들의 인식을 바꾸었다. 저먼타운 아카데미에 다니면서, 쿠퍼는 〈필라델피아 데일리 뉴스〉에서 일했다. 1993년 저먼타운 아카데미를 졸업한 쿠퍼는, 아버지의 모교인 빌라노바 대학교에서 1년 동안 공부한 후 조지타운 대학교로 편입하여 1997년 영문학 석사를 우수한 성적으로 졸업하였다. 조지타운 대학교에서는 조지타운 호야스 조정 팀원으로 활동했으며, 노메이딕 극장에서도 단원으로 활동했다. 쿠퍼는 또한, 조지타운 대학교 재학 당시에 프랑스 엑상프로방스에 6개월 간 교환학생으로 있었기 때문에 프랑스어에 능통하다. 2000년 이후, 쿠퍼는 뉴 스쿨의 액터스 스튜디오 드라마 스쿨에서 연기를 공부하였으며 예술학 석사를 수여받았다. 뉴욕에서 공부하는 동안 쿠퍼는 모건스 호텔에서 도어맨으로 일했다.

## 경력

### 1999-2008년: 초기 역할들
브래들리 쿠퍼는 1999년 TV 드라마 《섹스 앤 더 시티》에서 세라 제시카 파커의 상대 역할로 데뷔하였다. 이후에 페루, 크로아티아 등지에서 로케 촬영되어 2000~2001년 방영된 여행 프로그램 《트렉스 인 와일드 월드》에서 8개 에피소드에 호스트로 출연했다. 영화 데뷔는 1981년 허구의 여름 캠프를 배경으로 한 2001년작 앙상블 코미디 영화 《웻 핫 아메리칸 썸머》이다. 그는 상담가이자 마이클 이안 블랙의 역할에 대한 사랑의 관심을 보이는 벤을 연기했다. 영화는 비평과 흥행 모두 실패했지만 컬트적인 인기를 얻었으며, 쿠퍼는 나중에 넷플릭스에서 방영된 프리퀄 《웻 핫 아메리칸 썸머: 퍼스트 데이 오브 캠프》(2015)에 재출연할 수 있었다.
쿠퍼는 TV 드라마 《앨리어스》(2001-06)에서 제니퍼 가너가 연기한 시드니 브리스토의 가장 친한 친구이자 현지 신문 기자인 윌 트리핀 역할을 연기하며 지명도를 올렸다. 2002년에는 심리 스릴러 영화 《체인징 레인스》에 출연했다. 쿠퍼의 출연 장면은 결말부에서 편집되었지만 영화의 DVD 및 블루레이 추가영상에 실렸다. 2002년에는 로맨스 드라마 영화 《벤딩 올 더 룰스》에 출연했다. 단편 TV 드라마 《미스 매치》에서 단역으로 출연했으며, TV 영화 《라스트 카우보이》에 카우보이와 경주마 트레이어의 모건 머피 역할로 출연했는데, 영화는 홀마크 채널에서 2003년 1월에 방영되었다. 2004년에는 제이슨 프리스틀리와 같이 나온 TV 영화 《아이 원트 투 매리 라이언 뱅크스》(2004)와 The WB 드라마 《잭 & 바비》(2004-05)에 주요 조역으로 출연했다.

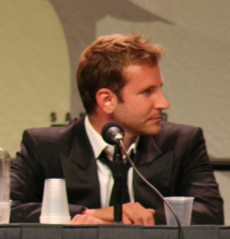
2007년 영화 《미드나잇 미트 트레인》 프로모션 행사에서 쿠퍼

쿠퍼의 커리어는 데이비드 도브킨 감독의 코미디 영화 《웨딩 크래셔》(2005)에서 더 눈에 띄게 향상되었다. 이 영화에서는 오언 윌슨, 빈스 본, 레이철 매캐덤스와 함께 출연하였다. 영화에서 쿠퍼는 클라크(레이철 매캐덤스)의 오만하고 공격적인 남자 친구 역할의 색 로지를 연기했다. 그는 자신을 “일종의 사회복지사”라고 표현했다. 쿠퍼는 적대감 이전에 “좋은 사람”과 같이 사람들의 인식을 바꿔 놓았다고 믿었다. 4천만 달러의 제작 예산으로 이 영화는 전 세계적으로 2억 8천 5백만 달러를 벌어 들였다.
2005년 9월에 폭스는 셰프 앤서니 보데인의 동명의 회고록을 기반으로 시트콤 《키친 컨피덴셜》을 제작했고, 브래들리 쿠퍼가 주연으로 캐스팅됐다. 이 시리즈는 긍정적인 평가에도 불구하고, 낮은 등급으로 인해 겨우 4편의 에피소드 후에 방영이 취소되었다.
2006년 3월, 쿠퍼는 줄리아 로버츠와 폴 러드와 같이 공연한 브로드웨이 연극 《스리 데이스 오브 레인》에서 핍 / 테오 역할을 연기했다. 다음 작품으로 로맨틱 코미디 영화 《달콤한 백수와 사랑 만들기》(2006)와 풍자 코미디 영화 《더 컴백스》(2007))에서 작은 역할을 연기했다. 쿠퍼는 《닙턱》에서 가상의 쇼 '하츠 앤 스칼펠스'의 텔레비전 스타인 에이던 스톤 역할로 2007년 5번째 시즌에 출연했다.
2008년에 그는 《올더 댄 아메리카》로 주연을 맡았고, 윌리엄스타운 연극제에서 테리사 리베크의 연극 《디 언더스터디》에 출연하며 크리스틴 존스턴과 공연했다. 그 사이에 그는 코미디 영화 《예스 맨》과 《록커》에서 주인공과의 가장 친한 친구 역할로 짤막하게 출연했고, 호러 영화 《미드나잇 미트 트레인》에 출연했다. 클라이브 바커의 동명 소설을 원작으로 한 이 영화에서 쿠퍼는 연쇄 살인범을 추적하려고 하는 프리랜서 사진 작가의 어두운 특성을 연기했다. 이는 쿠퍼의 이전 코미디 역할과 그가 즐겁게 느낀 경험에서 출발했다. 영화는 흥행을 하진 못했지만 비평가들로부터 좋은 평가를 받았다.

### 2009-2012년: 주목과 성공
2009년 2월, 쿠퍼는 뮤지컬 게스트 TV 온 더 라디오와 공동 출연한 《새터데이 나이트 라이브》의 호스트를 맡았다. 같은 해 공개된 《그는 당신에게 반하지 않았다》에서 벤 건더스 역할을 맡아 제니퍼 코널리, 스칼릿 조핸슨과 호흡을 맞추었다. 쿠퍼는 토드 필립스 감독의 코미디 영화 《행오버》(2009)로 큰 주목을 받았다. 그가 연기한 필 웬넥 역은 함께 공연한 에드 헬름스, 잭 갤리퍼내키스와 3명의 친구 중 한명으로 라스베이거스에서 잊지 못할 총각 파티를 하고 신랑 실종사건이라는 지독한 소동을 담고 있다. 영화는 총 약 4억 6천만 달러의 흥행 수입을 올리며 상업적으로 큰 성공을 거두었으며, 당초 성인용인 R-등급이기 때문에 큰 기대를 하지 않은 작품이지만 남녀 모든 연령층으로부터 인기를 끌면서 미국에서 가장 높은 수익을 올린 R-등급 영화가 되었다. 비평 또한 좋은 평가를 받았다. 그의 연기는, 제13회 할리우드 영화제에서 올해의 코미디 남자배우상을 수상하였고, MTV 무비 & TV 어워드에서 최고의 코미디 연기상 후보에 올랐다. 《행오버》의 흥행에 대해 쿠퍼는 2011년 〈셰이브〉 잡지와의 인터뷰에서 “같은 것이다. 그러니까, 더 많은 문은 확실히 열려 있지만, 월요일 아침에 담배를 물고 앉아 제공받은 대본을 읽은 것은 아니다.”라고 하였다. 또한 2009년에 또한 쿠퍼는 2006년 촬영 되었지만 제작이 연기 된 심리 공포 영화 《케이스 39》에 출연했다. 그는 코미디 영화 《올 어바웃 스티브》에서 샌드라 불럭과 공연했지만 비평가들에게 별로 좋지 않은 평가를 받았으며, 폭 넓은 관객을 끌어 들이지 못했다. 그 결과 골든 래즈베리상에서 불럭과 같이 최악의 스크린 커플상을 수상하는 굴욕을 맛봐야 했다.
다음 작품으로 앤솔로지 영화 《뉴욕, 아이 러브 유》(2009)에서 한 편 출연하였고, 게리 마셜이 감독한 앙상블 로맨틱 코미디 영화 《발렌타인 데이》(2010)에 줄리아 로버츠와 공동 출연하였다. 영화는 상업적으로 성공하여 전 세계 적으로 약 2억 1만 달러의 흥행 수입을 냈다. 그는 코미디 영화 《브라더스 저스티스》와 《A-특공대》에서 템플턴 아서 "멋쟁이" 펙 역할을 맡아 리엄 니슨, 퀸턴 잭슨, 샬토 코플리와 공연하였다. 역할을 준비하기 위해 그는 설탕, 소금, 밀가루를 섭취하지 않고 힘든 운동을 하며 몸을 만들었다. 영화는 평이 갈렸으며, 흥행 면에서도 미묘한 성적을 냈다. 쿠퍼는 2010년 6월에 《WWE 러》에서 공동 게스트로 출연했다.

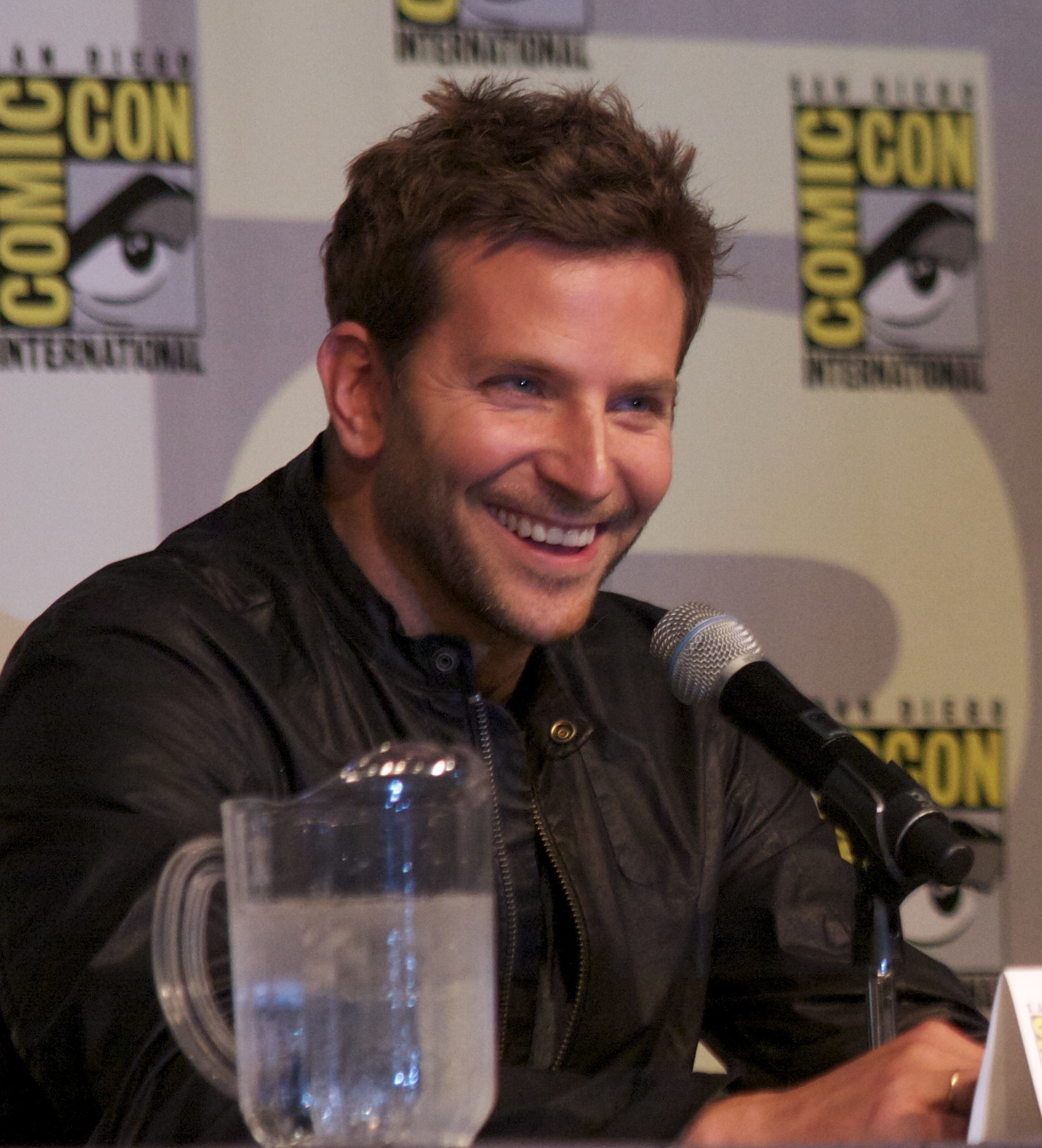
2011년 샌디에이고 코믹콘 인터내셔널에서 쿠퍼

2011년에는 앨런 글린의 2001년 소설 《더 다크 필즈》를 각색한 테크노 스릴러 영화 《리미트리스》에서 에디 모라 역할을 맡았다. 에디 모라는 두뇌를 완전히 활용하고 자신의 라이프 스타일을 크게 향상시킬 수있는 능력을 가진 고혈압 치료제를 소개 받는 역할. 박스 오피스 웹 사이트 박스 오피스 모조는 이 영화의 흥행 실패를 우려했지만 전세계적으로 총 1억 6천 1백만 달러의 상업적 성공을 거뒀다. 《행오버》의 속편 《행오버 2》(2011)는 전 세계적으로 5억 8천만 달러를 벌어 들여 상업적으로 큰 성공을 거두었다. 하지만 영화에 대한 평가는 일반적으로 부정적으로 아쉬움을 남겼다. 제38회 피플 초이스 어워드에서, 그는 좋아하는 코미디 영화배우상 후보에 올랐다. 2011년 9월, 쿠퍼는 〈GQ〉에서 선정한 국제 올해의 남자상을 수상하였다.
2012년 쿠퍼는 《더 스토리: 세상에 숨겨진 사랑》, 《히트 앤 런》, 《플레이스 비욘드 더 파인즈》, 《실버라이닝 플레이북》 총 4편에 출연했다. 《더 스토리: 세상에 숨겨진 사랑》과 《히트 앤 런》과 마찬가지로 상업적으로 실패했다. 데릭 시언프랜스 감독의 비평가들의 찬사를 받는 범죄 드라마 영화 《플레이스 비욘드 더 파인즈》에서 그는 신입 경찰관 에이버리 크로스 역을 맡았는데, 시언프랜스 감독이 특별히 그를 위해 만든 배역이다. 감독은 5시간 동안 몬트리올로 이동해 쿠퍼와 만난 후 그에게 역할을 맡길 것을 확신시켰다. 긍정적인 리뷰에도 불구하고, 영화는 평범한 수익을 거뒀다.
쿠퍼는 매슈 퀵의 동명 소설을 각색한 데이비드 O. 러셀 감독의 로맨틱 코미디 드라마 영화 《실버라이닝 플레이북》에 출연했다. 그는 젊은 우울한 과부(제니퍼 로렌스)와 교우 관계로 발전하는 전직 교사인 분노 조절이 안되는 이혼남 팻 솔리타노 역할을 연기하였다. 쿠퍼는 처음에는 자신이 깊이 있다고 생각했던 부분을 연기하는 것에 대해 회의적이었지만 나중에 러셀 감독의 자신감 있는 태도를 보고 역할을 받아 들였다. 러셀 감독은 캐스팅의 이유로 '나쁜 놈의 에너지'와 예측할 수 없는 가능성을 인용하여 《웨딩 크래셔》에서의 연기에 깊은 인상을 받았다고 한다. 또 쿠퍼가 화면에 감정과 취약성을 나타낼 수 있다고 생각했다. 촬영 준비에 앞서 쿠퍼는 안무가 맨디 무어와 함께 댄스 훈련을 받았으며, 쿠퍼는 "실제 자연의 춤 실력"이라고 표현했다. 《실버 라이닝 플레이북》은 흥행에 성공하여, 2천 1백만 달러의 제작비로 2억 3천 640만 달러의 수익을 벌어 들였다. 쿠퍼의 연기는 비평가들의 극찬을 받아 미국 아카데미상과 영국 아카데미 영화상(BAFTA), 골든 글로브상 영화 뮤지컬·코미디 부문 남우주연상, 크리틱스 초이스 영화상 남우주연상, 미국 배우 조합상(SAG) 남우주연상 후보에 올랐으며, 크리틱스 초이스 영화상 코미디 영화 부문 남우주연상, MTV 무비 & TV 어워드 최고의 연기상을 수상하였다.

### 2013-2017년: 상업적인 변동

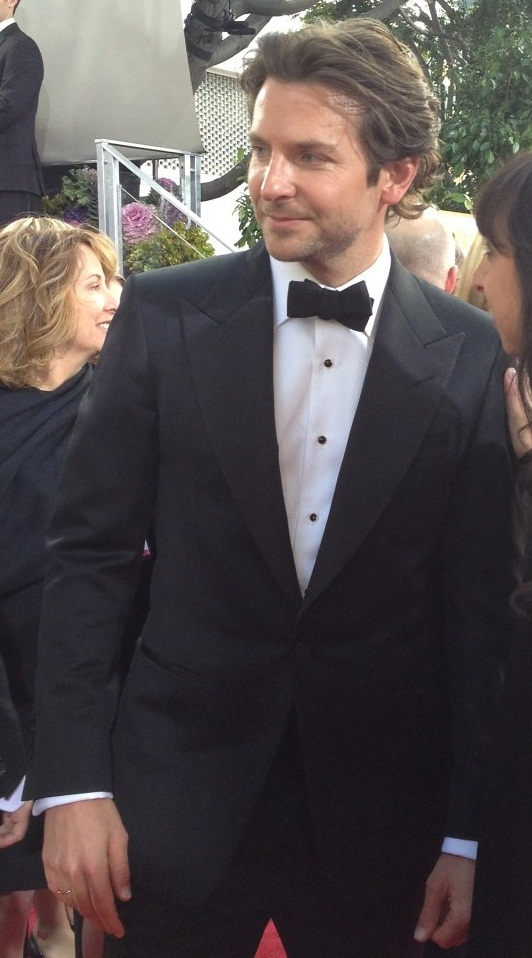
2013년 제70회 골든 글로브상에서 쿠퍼

2013년, 쿠퍼는 행오버 3부작의 세 번째이자 마지막 편인 《행오버 3》에서 필 웨넥 역할에 재출연했으나, 평가는 좋지 않았다. 그럼에도 불구하고 이 영화는 전작과 마찬가지로 전 세계적으로 3억 8천 2백만 달러의 매출을 올려 상업적으로 성공했으며 쿠퍼의 최고 매출을 올린 영화 중 하나이다. 그 해 말에, 그는 데이비드 O. 러셀 감독의 범죄 희극 드라마 영화 《아메리칸 허슬》에서 불안정한 FBI 요원 리치 디마소 역할을 연기했다. 영화는 실제로 발생한 '앱스캠 스캔들'에 영감을 받아, 1970년대 후반 미국 뉴저지의 정치적 부패를 배경으로 FBI 요원과 그에 협력하는 사기꾼을 다루고 있다. 또한 크리스찬 베일, 에이미 애덤스, 제러미 레너와 제니퍼 로렌스와 공연하였다. 전 세계 매출은 2억 5천 110만 달러를 벌어들이며 상업적으로 성공했으며 평단에서도 호평을 받았다. 쿠퍼는 이 작품으로 미국 아카데미상, 영국 아카데미 영화상(BAFTA), 크리틱스 초이스 영화상과 골든 글로브상 영화 부문 남우조연상 후보에 올랐다.

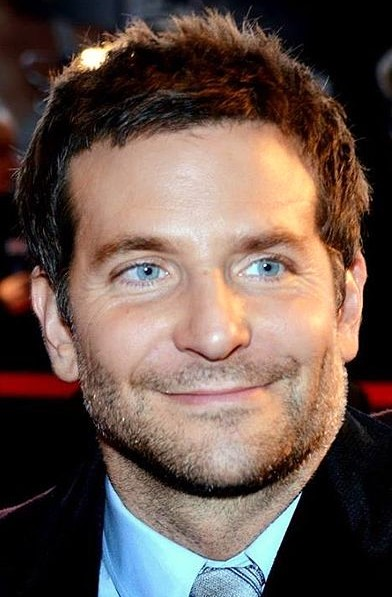
2014년 영화 《아메리칸 허슬》의 프랑스 시사회에서 쿠퍼

쿠퍼는 수산 비어 감독의 영화 《세레나》에서 제니퍼 로렌스와 재공연하였다. 론 래시의 동명의 시대 소설을 각색한 이 영화는 미국의 대공황 시대를 배경으로 남편의 아이를 낳을 수 없는 여인이 결혼 전에 남편의 사생아를 낳은 여성을 살해하며 범죄 행위에 연루된 부부의 이야기를 다룬다. 영화는 2012년에 촬영되었지만 2014년에 개봉되어 부정적인 평가와 저조한 흥행 성적을 거두었다. 2014년 쿠퍼는 마블 스튜디오 제작 영화 《가디언즈 오브 갤럭시》에서 로켓 라쿤의 목소리를 연기했다. 영화는 큰 호평을 받았으며, 흥행에서도 크게 성공하여 전 세계적으로 약 7억 7천만 달러의 흥행 수입을 냈다. 그는 2014년 《엘리펀트 맨》에서 엄격하게 변형된 조지프 메릭을 연기하기 위해 브로드웨이로 돌아왔다. 쿠퍼는 평단의 호평을 받으며 토니상 남우주연상 후보에 올랐다. 2014년에 쿠퍼는 클린트 이스트우드가 감독한 전기 전쟁 드라마 영화 《아메리칸 스나이퍼》에서는 미국 네이비실의 저격수 크리스 카일 역할을 연기하며 제작에도 참여했다. 영화는 미군 역사상 가장 치명적인 군인이었던 크리스 카일의 이야기를 담고 있으며 동명 회고록을 기반으로 하고 있다. 쿠퍼는 영화 촬영을 위해 3개월 동안 엄격한 식단을 통한 식이요법과 운동을 병행하여 17kg를 증량하였다. 쿠퍼는 보컬 코치와 함께 수업을 받고 카일의 영상을 보며 공부했다. 소총 사용법을 배우기 위해 카일에게 도움을 준 미국 해군 참전 용사 베테랑과 함께 훈련을 받았다. 쿠퍼는 “크리스를 흉내 내는 것으로는 부족했다. 내가 크리스가 되지 않으면 이 역할을 해낼 수가 없겠다고 생각했다. 그의 걸음걸이, 말투를 연구했고 몸집까지 키웠다. 나 스스로가 크리스라고 믿을 때까지 계속했다.”라고 말했다. 또한, 크리스 카일의 가족들과 시간을 보내며 카일에 대해 이입하려고 하였다. 영화에서 텍사스 억양을 구사했는데, 이에 대해 쿠퍼는 “나는 크리스가 응했던 인터뷰와 영상을 보며 익혔다. 몇 시간이나 계속해서.”라고 말했다. 이 영화와 쿠퍼의 연기는 전반적으로 좋은 평가를 받았다. 영화는 쿠퍼의 최고 흥행 실사 영화 및 세 번째로 높은 총 수익률의 R급 영화가 되었으며 전 세계적으로 5억 4천 7백만 달러를 벌어 들였다. 쿠퍼는 MTV 무비 & TV 어워드 최고의 연기상을 수상하였고, 미국 아카데미상 최우수 작품상, 남우주연상 후보에 지명되었다. 이러한 지명으로 쿠퍼는 역사상 10번째로 3년 연속 미국 아카데미상 후보 지명을 받은 배우로 기록 되었다.
2015년에 공개된 쿠퍼의 세 편의 영화 《알로하》, 《더 셰프》, 《조이》는 박스오피스에서 평범한 성적을 거뒀다. 그는 캐머런 크로 감독의 영화 《알로하》에서 엠마 스톤, 레이철 매캐덤스와 공연하였다. 이 프로젝트는 아시아계 미국인을 위한 미디어 액션 네트워크가 캐스트의 영화 제작자를 비난한 후 논란이 되었다. 비판에도 불구하고, 그는 2015 틴 초이스 어워드 초이스 무비 코미디 남자배우상 후보에 올랐다. 존 웰스 감독의 드라마 영화 《더 셰프》에서 쿠퍼는 약물 남용으로 그의 경력에 큰 타격을 입은 후에 그의 영광을 회복하고 재기에 힘쓰는 요리사를 연기했다. 이 영화는 과장된 진부함으로 비판을 받았지만, 〈할리우드 리포터〉의 존 프로슈는 쿠퍼의 연기에 대해 “배우가 영화의 게으름을 용서하고 싶어하게 하는 완전한 열띤 연기를 선보인다”라고 호평했다. 그는 데이비드 O. 러셀 감독의 전기 영화 《조이》에서 조연 역할을 맡아 로렌스와 재공연하였다.
2016년 스릴러 영화 《클로버필드 10번지》에서 목소리 출연하였고, 토드 필립스 감독의 영화 《워 독》에 공동 프로듀서로 참여하며 또한 조연 역할로 출연했다. 2017년, 쿠퍼는 《가디언즈 오브 갤럭시 VOL. 2》에서 다시 로켓 라쿤의 목소리를 연기했다. 쿠퍼의 영화는 전 세계적으로 총 78억 달러를 벌어 들였다.

### 2018년-현재:스타 이즈 본, 감독 데뷔

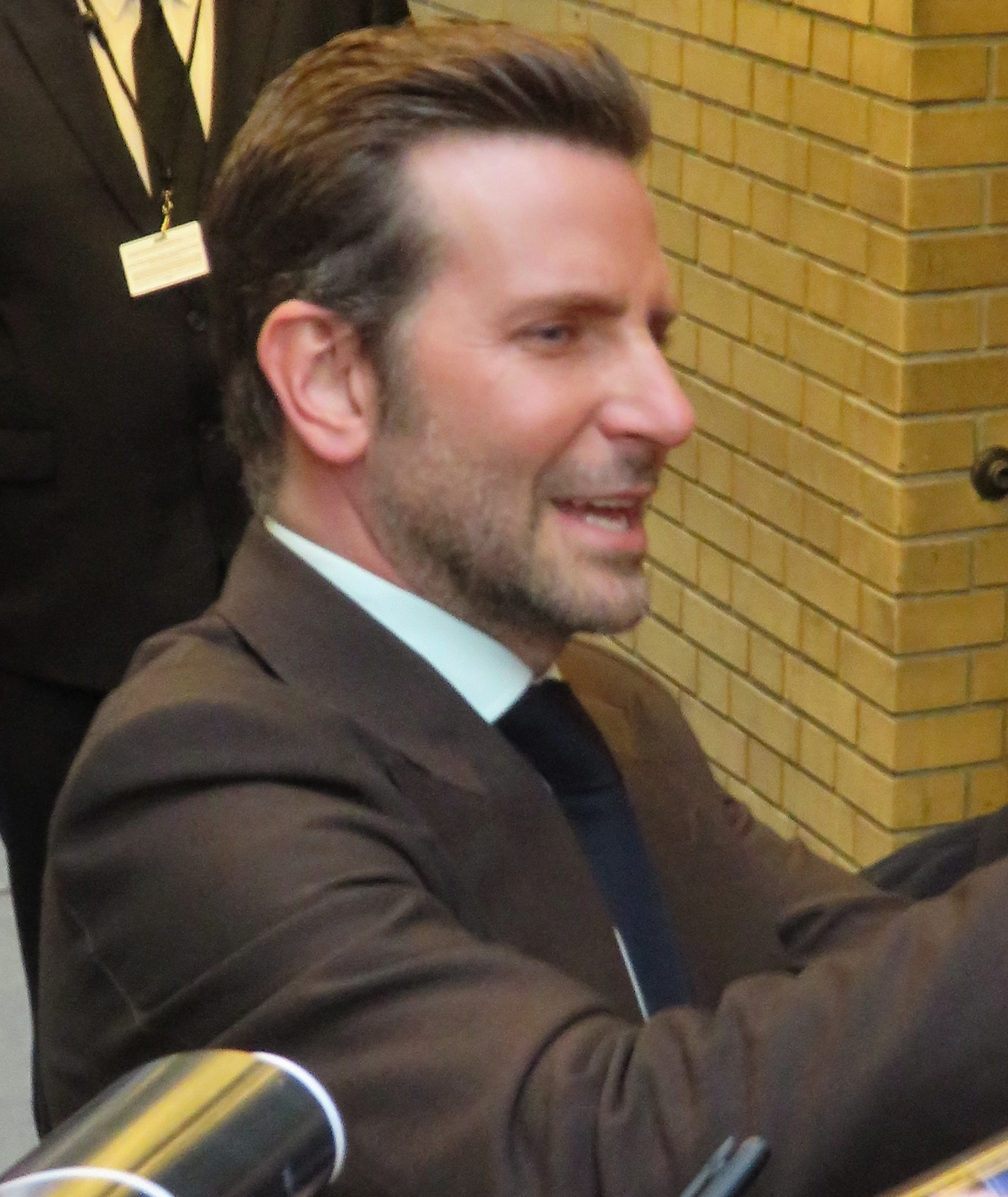
쿠퍼는 그의 영화 《스타 이즈 본》(2018)으로 감독 데뷔를 하였고, 사운드트랙에 공동 작사와 공동 프로듀서로 참여했다.

2018년 개봉된 《어벤져스: 인피니티 워》(2018)로 로켓 라쿤의 그의 역할을 다시 연기했다. 쿠퍼는 그의 첫 번째 감독 작품으로 1954년 동명의 영화를 리메이크한 뮤지컬 코미디 영화 《스타 이즈 본》에서 레이디 가가와 공동 출연했다. 그는 가가가 연기한 앨리라는 여성과 사랑에 빠지면서 점차 그늘에 가려 중압감을 느끼는 저명한 가수인 잭슨 메인을 연기했다. 오랫동안 영화 감독을 꿈꾸던 쿠퍼는 사랑 이야기를 서술하기를 열망했다. 많은 사람들이 세 번째의 리메이크에 대해 반대를 하면서, 그는 이 작품이 실패하면 그의 경력이 끝낼 까봐 두려워했다. 쿠퍼와 가가는 영화의 사운드 트랙에서 대부분의 곡을 공동 작사하고 제작했는데, 그녀의 의견에 따라 이들이 라이브로 녹음 하였다. 쿠퍼는 녹음 준비를 위해 18개월 동안 성악 훈련을 받았다. 2018년 8월에 제75회 베네치아 국제 영화제에서 초연했으며, 10월에 전 세계에 개봉되었다. 쿠퍼의 감독 역량에 대해, 〈버라이어티〉의 오웬 글리버만은 "쿠퍼가 훌륭한 일을 한다고 말하는 것은 그의 업적을 과소 평가하는 것"이라고 그는 "높은 선 위로 올라갔다."라고 호평했다. 이 영화는 3천 6백만 달러의 제작 예산으로 박스오피스에서 4억 6000만 달러를 벌어 들였다.
쿠퍼와 가가는 또한 스타 이즈 본의 사운드트랙에서 대부분의 노래를 공동 작곡했으며 제작했다. 쿠퍼는 준비를 위해 18개월 동안 성악 훈련을 받았다. 이 앨범에는 블루스 록, 컨트리, 버블검 팝의 장르가 포함되어 있다. 영화와 동시에 출시 된 앨범은 19 트랙의 오리지널 곡을 포함하여 총 34 트랙이 수록 되어 있다. 비평가로부터 일반적으로 긍정적인 리뷰를 받았다. 상업적으로 사운드트랙은 미국, 아일랜드와 영국에서 1위를 차지했다. 리드 싱글의 "Shallow"는 9월에 공개되어, 영국, 오스트레일리아, 아일랜드, 스위스에서는 1위를, 미국에서는 5위를 기록했다. 영화로 쿠퍼는 내셔널 보드 오브 리뷰(전미 비평가 위원회)에서 감독상을 수상하였고, 골든 글로브상 영화 드라마 부문 남우주연상과 영화 부문 감독상의 2개 부문, 크리틱스 초이스 영화상 작품상, 감독상, 각색상, 남우주연상의 4개 부문, 미국 배우 조합상(SAG) 영화 부문 남우주연상과 앙상블 연기상의 2개 부문 후보에 올랐다. 가가와 쿠퍼는 "Shallow"로 2개 부문의 그래미상 후보 지명을 받아 최우수 팝 듀오/그룹 퍼포먼스상을 수상하였다. 영국 아카데미 영화상(BAFTA)에서 《스타 이즈 본》은 7개 부문에 후보 지명되었으며, 그 중에서  쿠퍼는 음악상 수상을 포함한 작품상, 감독상, 남우주연상, 각색상의 5개 부문에 후보 지명되었다. 쿠퍼는 또한 미국 아카데미상 최우수 작품상, 남우주연상과 각색상 후보에 지명되었다. 그는 이후 인터뷰에서 오스카 감독상 후보 지명을 하지 못한 것에 "부끄러웠다"고 말했다.
쿠퍼의 다음 작품으로는 클린트 이스트우드와 다시 재회하여, 1980년대의 제2차 세계 대전 참전 용사이자 멕시코 카르텔을 위해 택배로 마약을 공급한 레오 샤프의 삶에 기반한 범죄 영화 《라스트 미션》에 출연하였다. 쿠퍼는 2019년에 공개된 《어벤져스: 엔드게임》과 2020년에 공개 될 예정인  《가디언즈 오브 갤럭시 VOL. 3》에서 로켓 라쿤으로 복귀 할 예정이다. 그는 또한 동명의 소설을 원작으로 하는 기예르모 델 토로 감독의 신작 《나이트메어 앨리》에서 케이트 블란쳇과 출연한다.

## 이미지

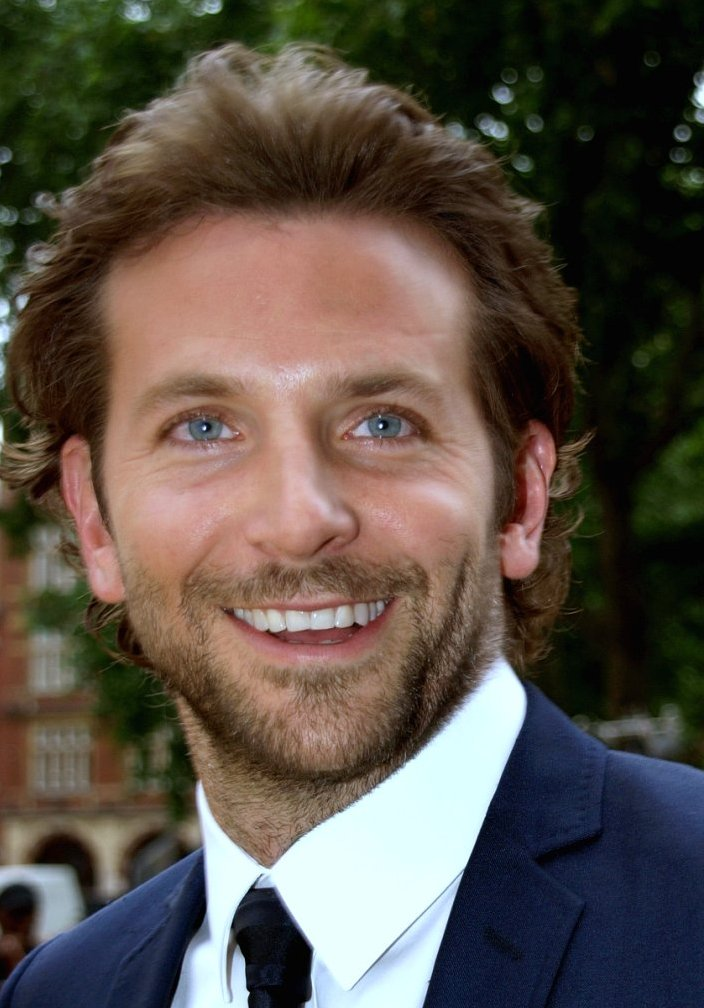
2009년 그의 영화 《행오버》 시사회에서 쿠퍼

쿠퍼는 유명한 섹스 심벌로 통한다. 2011년, 〈피플〉 선정 "가장 섹시한 남자"로 뽑혔고, 2013년에는 〈엠파이어〉에서 가장 섹시한 남자 10위를 차지했다. 〈피플〉이 선정할 당시 쿠퍼는 "괜찮게 생긴 남자에 지나지 않는다."라고 소감을 말하기도 했다. 〈엘르〉와의 인터뷰에서 쿠퍼는 섹스 심벌에 된다는 것에 대해 다음과 같이 말했다.
| “ | 미적인 관점에서 보면 마음에 든다. 하지만 생활방식으로 보면 그렇지 않다. 끊임없이 트레이닝만 받아야 하니까 쉬운 게 아니다. | ” |

《A-특공대》를 촬영하기 위해 쿠퍼는 수개월간 정기적인 운동을 하며 복근을 만들었다. 쿠퍼는 근육질이 된 몸을 보며 “이게 나일 리 없어. 내가 이렇게 보인다고? 너무 초현실적이었다. 어릴 때 나는 그런 외모를 갖는 게 꿈이었다.”라고 하였다. 〈맨스 피트니스〉가 선정한 할리우드 최고의 복근 중 한명으로 선정되기도 했다. 쿠퍼는 또한 〈배너티 페어〉, 〈에스콰이어〉,, 〈W〉, 〈GQ〉, 〈디테일스〉, 〈샤프〉, 〈리빙 웰〉, 〈어거스트 맨〉, 〈사파리〉, 〈멘슈〉, 〈맨즈 헬스〉, 〈타임〉과 같은 많은 잡지의 표지 모델로 섰다.
동성애자라는 루머가 퍼지기도 했는데, 쿠퍼는 그에 대해 "사람들은 (러네이 젤위거와) 데이트를 한다고 생각하는 줄 알았다. 난 인터넷을 보고 알았다. 나에 관한 루머를 보았고, 난 그것이 그저 판타스틱하다고 생각했다."라고 말했다.
그는 2013년부터 2015년까지 세계에서 가장 높은 개런티를 받는 배우 중 한 명으로 제각기 2,800만 달러, 4,600만 달러와 4,150만 달러를 벌어 들였다. 〈포브스〉는 2013년 셀러브리티 100인: 원스 투 와치 명단에서 그를 가장 먼저 선정하였다. 2014년과 2015년에는 〈포브스〉에서 유명인의 수입과 인기를 바탕으로 매년 선정하는 셀러브리티 100에 포함되었다. 쿠퍼는 〈타임〉의 2015년 세계에서 가장 영향력 있는 100인 중 한 명으로 선정되었다.

## 자선 활동

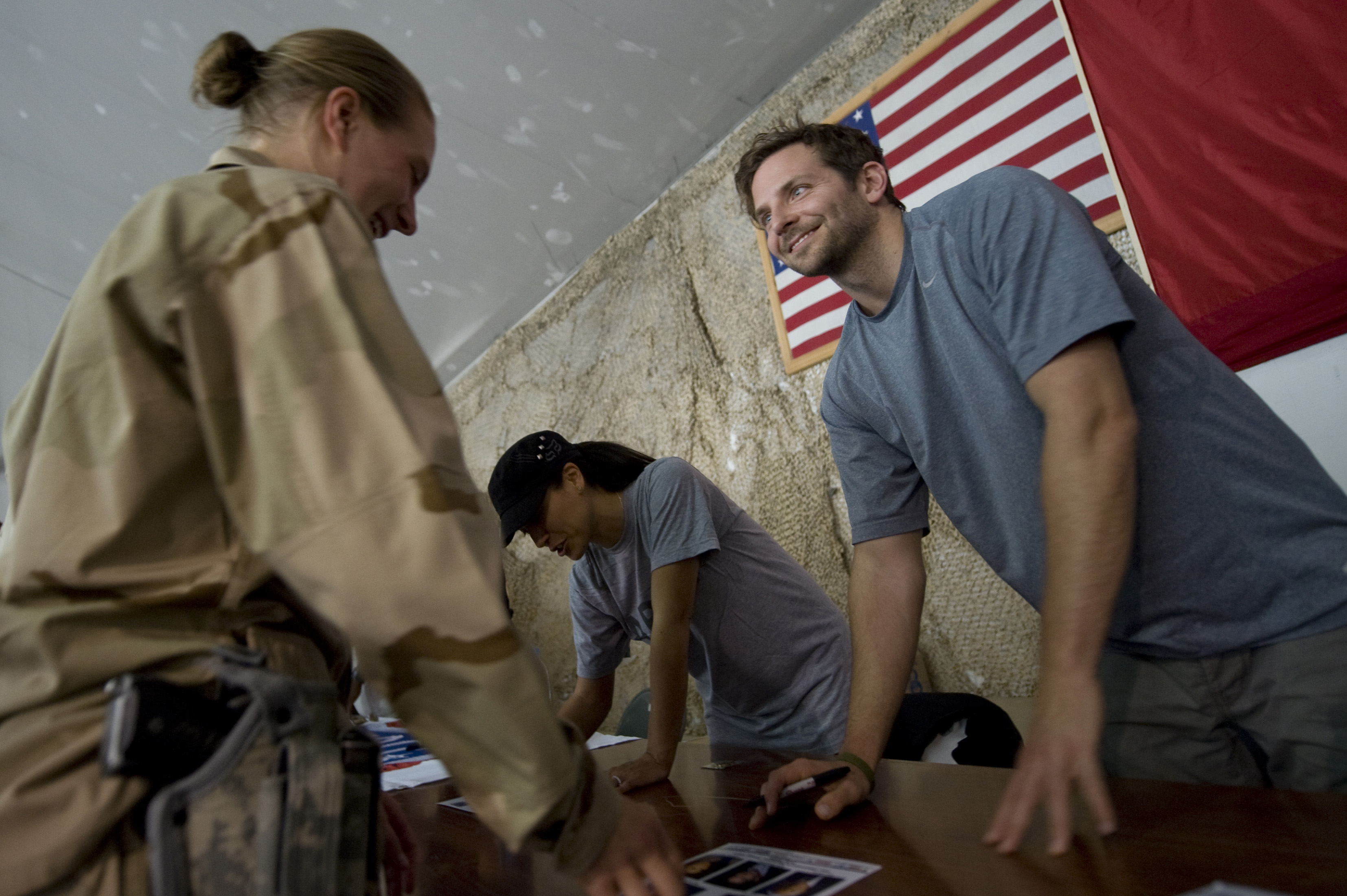
2009년 연합 서비스 조직 투어에서 쿠퍼

쿠퍼는 여러 자선 활동을 하고 있다. 2009년에는 알츠하이머 협회의 캐치프레이즈인 "ACT"가 적혀진 보라색 티셔츠를 입고 홍보 활동을 하였다. 이후, 스폰서로 활동하며 협회의 "셀러브리티 챔피언스" 명단에 올라가 있다. 2015년 5월, 쿠퍼는 호지킨 림프종을 앓는 배우 앤서니 대니얼스와 함께 《굿 모닝 아메리카》에 출연하여 골수 기증을 장려했다. 암 자선 단체 딜리트 블러드 캔서를 통해 대니얼스를 만났으며, 치료를 위해 지원을 했다고 한다. 쿠퍼의 아버지는 폐암으로 돌아가시기 전에 호지킨 림프종을 앓았다고 하였다. 그래서 “아버지의 죽음은 내게 큰 영향을 끼쳤다.”라고 말하기도 했다. 쿠퍼는 암 연구 단체이자 자선 단체인 스탠드 업 투 캔서의 홍보 영상을 찍었으며, 지원자로 활동하고 있다.
2014년에는 어린이 및 암 자선단체인 홀 인 더 월 갱 캠프 이사회에 가입하였다. 쿠퍼는 캠프에 가입하고 나서 이렇게 말했다:
| “ | 홀 인 더 월 갱 캠프에서 보좌로 일하면서, 캠프의 정신이 아이들이 병에 직면하고, 친구를 사귀고, 아이가 되는 것이 어떤 것인지에 도움이 된다는 것에 놀랐다. | ” |

클린턴 글로벌 이니셔티브가 주도하는 재향군인을 지원하는 "갓 유어 6" 캠페인에도 참여하고 있다. 2015년, 쿠퍼는 군사 기지와 같은 곳에서 군인들에게 사기를 북돋아 주는 연합 서비스 조직의 투어를 8년째 다니고 있다고 말했다.
이 외에도 인권 단체인 THORN 등에서 활동하고 있다.

## 사생활

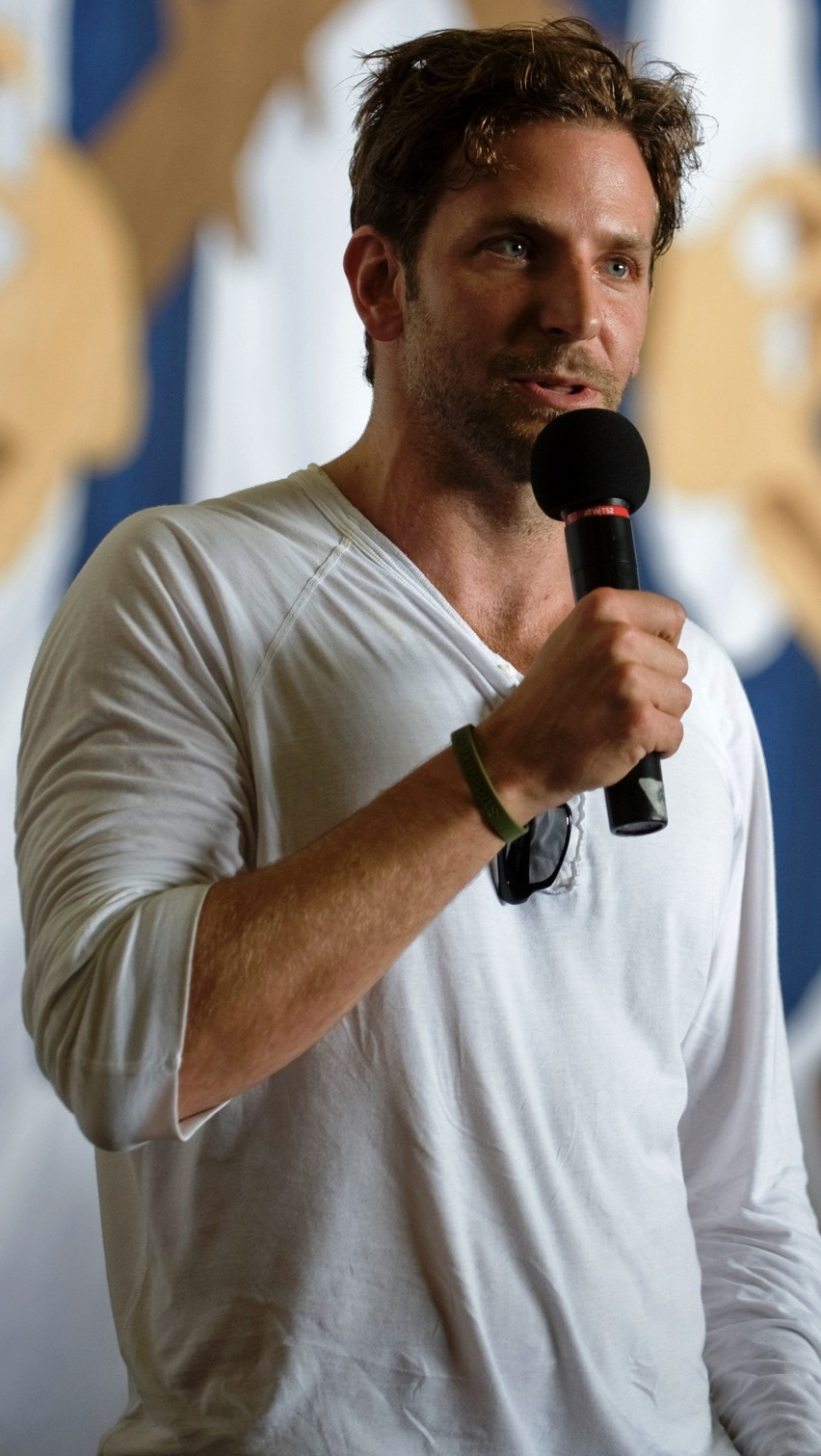
2009년, 미군 위문 협회(UCC) 투어에서 쿠퍼

쿠퍼는 29살이 되던 해, 인생에서의 "태업"이라고 말하며 절대로 금주하고 있다. 2013년, 쿠퍼는 《앨리어스》와 같은 초기 경력 시기에 약물 중독과 우울증을 앓았으며, 경력에 대한 회의감에 자살을 시도했었다고 말했다.

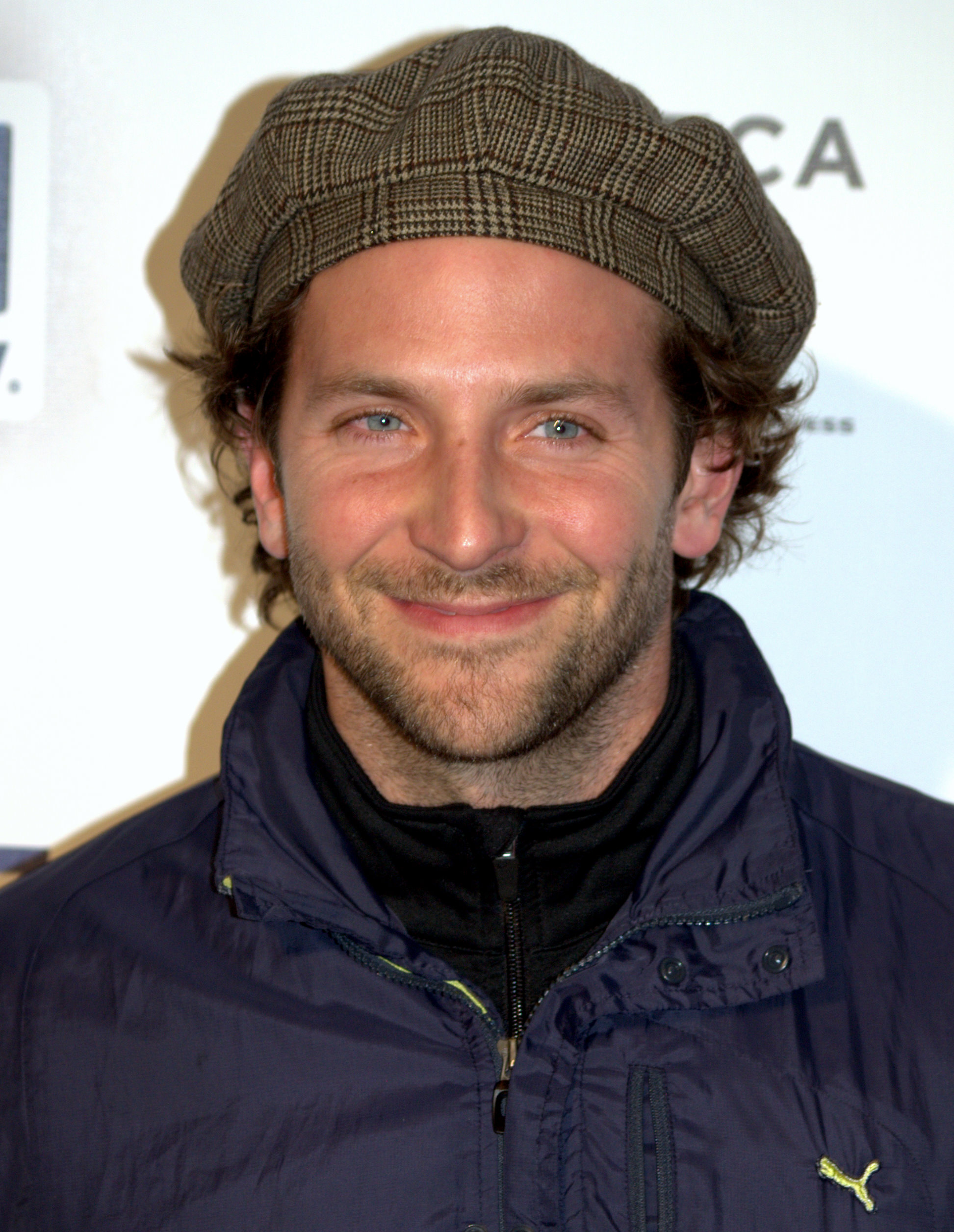
2009년 4월, 쿠퍼

2006년 후반, 여배우 제니퍼 에스포지토와 결혼하였다. 2007년 5월, 두 사람은 언론에 이혼을 발표하며 이혼 소송을 진행하였다. 이 후, 2009년부터 2011년까지 배우 러네이 젤위거와 교제하였다. 2011년 12월부터 2013년 1월까지는 배우 조이 샐다나와 교제하였다. 그 후, 모델이자 배우인 수키 워터하우스와 교제하였으며, 2013년 3월에 공식석상에 같이 등장하였다. 2015년 2월 아카데미 시상식에 같이 등장하였으나, 다음 달 언론들은 결별했다고 보도하였다.
2015년 4월, 러시아의 모델 이리나 셰이크와 연인 관계로 발전하였다. 11월에 그는 뉴욕의 웨스트 빌리지에 위치한 셰이크의 아파트로 이사했다. 2017년 3월 21일, 쿠퍼는 셰이크와의 사이에 그들의 첫 딸 레아 드 센느 셰이크 쿠퍼(Lea de Seine Shayk Cooper, 로스앤젤레스 출생)를 출산하였다. 셰이크와 쿠퍼가 2019년 6월 결별한 것이 보도 되었다.
쿠퍼는 NFL팀 필라델피아 이글스의 열정적인 팬으로, 이글스의 광고 영상에서 내레이터를 한 적이 있다.

## 수상 및 후보
리뷰 제공 웹사이트 로튼 토마토와 박스오피스 웹사이트 박스오피스 모조에 따르면 쿠퍼의 평단과 상업적으로 가장 성공한 영화로는 《웨딩 크래셔》(2005), 《행오버》(2009), 《실버라이닝 플레이북》(2012), 《아메리칸 허슬》(2013), 《가디언즈 오브 갤럭시》(2014)과 《아메리칸 스나이퍼》(2014)가 있다. 그의 무대 역할 중 그는 《엘리펀트 맨》(2014-15)의 브로드웨이 리바이벌에 출 한 바 있으며, 그로 인해 극중 연기로 토니상 남우주연상 후보에 올랐다.
쿠퍼는 3년 연속 미국 아카데미상 후보 지명을 받은 10명의 배우 중 한 명이다. 2013년과 2015년 사이에, 그는 남우주연상 (《실버라이닝 플레이북》, 《아메리칸 스나이퍼》), 남우조연상 (《아메리칸 허슬》)과 최우수 작품상 (《아메리칸 스나이퍼》)에 후보에 올랐다. 그는 또한 두 번의 영국 아카데미 영화상(BAFTA): 《실버라이닝 플레이북》으로 남우주연상과 《아메리칸 허슬》으로 남우조연상, 두 번의 골든 글로브상: 《실버라이닝 플레이북》으로 영화 뮤지컬·코미디 부문 남우주연상과 《아메리칸 허슬》으로 영화 부문 남우조연상에 후보 지명되었다.

## 참고
1. 1 2  3년 연속 후보 지명을 받은 다른 배우들로는: 스펜서 트레이시, 게리 쿠퍼, 그레고리 펙, 리차드 버튼, 잭 니콜슨, 윌리엄 허트, 러셀 크로, 또한 말런 브랜도, 알 파치노는 4년 연속으로 후보 지명되었다.[119]